# Saint-Amarin
Saint-Amarin (in tedesco Sankt Amarin) è un comune francese di 2 473 abitanti situato nel dipartimento dell'Alto Reno nella regione del Grand Est.

## Società

### Evoluzione demografica
Abitanti censiti